# Friedrich von Oranien-Nassau (1797–1881)

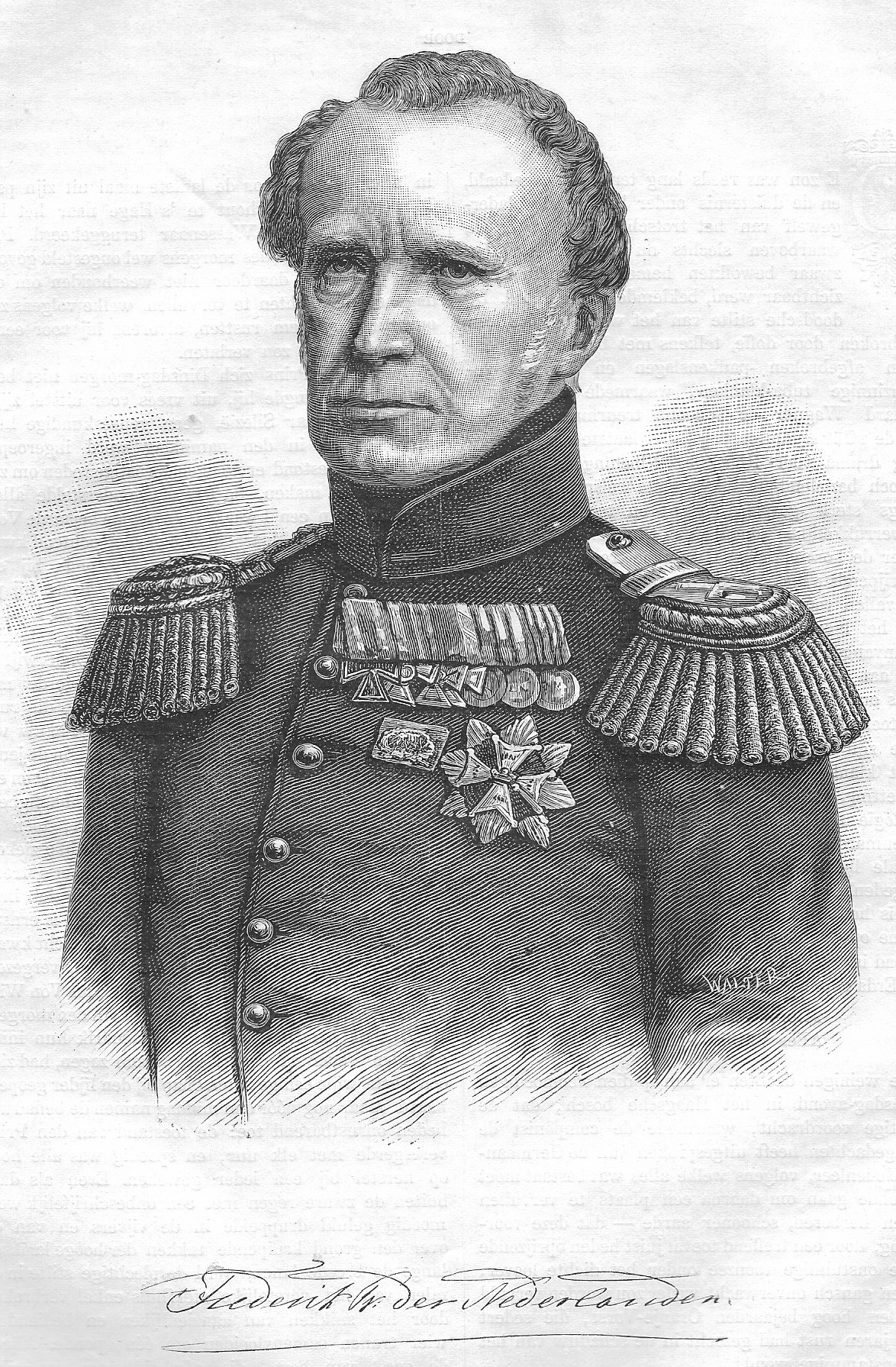
Friedrich von Oranien-Nassau, Prinz der Niederlande, Holzstich (1881)

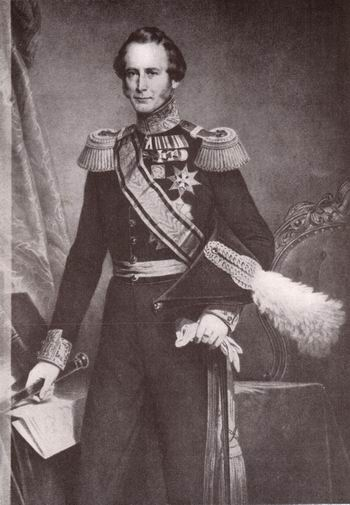
Prinz Friedrich der Niederlande

Wilhelm Friedrich Karl von Oranien-Nassau (niederländisch: Willem Frederik Karel van Oranje-Nassau, seit 1816 Prinz der Niederlande; * 28. Februar 1797 in Berlin; † 8. September 1881 in Wassenaar), Prinz von Oranien-Nassau, Prinz der Niederlande, war der zweite Sohn des Königs Wilhelm I. und der Prinzessin Wilhelmine von Preußen.

## Leben
Da seine Familie infolge der Revolutionskriege bereits seit 1795 im Exil lebte, wurde der jüngere Sohn des damaligen Prinzen von Oranien-Nassau größtenteils am preußischen Hof erzogen, machte den Feldzug von 1813 mit, trat dann in das niederländische Heer ein und kämpfte in der Schlacht bei Waterloo. 1814 bestieg sein Vater den neugeschaffenen niederländischen Thron als Fürst, ab 1815 als König, und wurde zugleich Großherzog von Luxemburg. Nach dem Familienvertrag vom 4. April 1815 sollte Friedrich, sobald sein älterer Bruder Wilhelm König der Niederlande wurde, die deutschen Erblande der Familie Oranien-Nassau erben, die Fürstentümer Nassau-Dietz, Nassau-Hadamar und Nassau-Dillenburg sowie Fulda-Corvey, da diese aber auf dem Wiener Kongress gegen das Großherzogtum Luxemburg eingetauscht wurden, sollte er dieses nach dem Tod des Vaters als souveräner Großherzog erhalten. Da jedoch der Vater auf dem Kongress unerwartet auch die vormals Österreichischen Niederlande (das spätere Belgien) zugesprochen bekam und sie mit den nördlichen Niederlanden vereinigen konnte, sollte der Dynastie das Großgebilde einer Gesamt-„Benelux-Monarchie“ erhalten bleiben, weshalb Friedrich gedrängt wurde, seine luxemburgischen Thronansprüche 1816 gegen eine Entschädigung in Domänen mit 190.000 Gulden jährlicher Einkünfte an seinen Bruder abzutreten. Er erhielt den Titel Prinz der Niederlande.

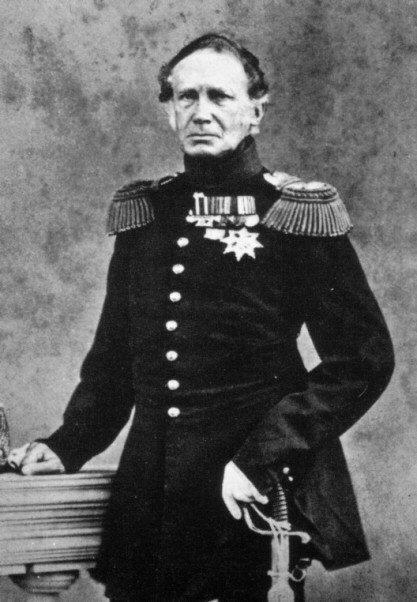
Prinz Friedrich, 1865

Bald darauf wurde er Generalkommissar des Kriegsdepartements, Generaloberst und Feldmarschall der Landmacht, 1829 Admiral des Königreichs und Großmeister der Artillerie und entwickelte in diesen Ämtern große Tätigkeit. 1830 bei Ausbruch der belgischen Revolution an die Spitze eines Korps gestellt, das Brüssel unterwerfen sollte, wurde er zum Rückzug gezwungen. Um die Organisation des Heers und die Kriegsverwaltung machte er sich verdient, bis ihn die Abdankung seines Vaters und die Thronbesteigung seines Bruders 1840 veranlasste, sich von allen öffentlichen Ämtern zurückzuziehen.
Er wurde am 21. Juli 1816 Regimentschef und 1823 Namenspatron des preußischen (2. Westfälischen) Infanterie-Regiments Nr. 15 „Prinz Friedrich der Niederlande“. Seit 1. Juli 1874 war Friedrich auch preußischer Generaloberst mit dem Rang eines Generalfeldmarschalls.
Friedrich wurde 1816 in Berlin in die Freimaurerloge „Zu den drei Weltkugeln“ aufgenommen und war danach 60 Jahre lang Großmeister des Großostens der Niederlande; auch hatte er das Protektorat über ein österreichisches Freimaurer-Kränzchen „Munificentia“ in Karlsbad inne, zu einer Zeit, als die Freimaurerei in Österreich verboten war. Er machte dem Großosten die Bibliotheca Klossiana aus Frankfurt am Main und das Großlogengebäude in Den Haag zum Geschenk. Am 19. Juli 1852 wurde er Ritter des schwedischen Ordens Karls XIII., der Freimaurern vorbehalten ist. Zwischen 1829 und 1831 wurde ihm mehrfach der griechische Thron angeboten, den er aber dankend ablehnte und den 1832 der 16-jährige bayerische Prinz Otto bestieg.
Prinz Friedrich lebte teils in den Niederlanden, wo er ein Landgut in Wassenaar besaß, teils in der von ihm 1846 gekauften Standesherrschaft Muskau in der Oberlausitz, wo er der letzte Standesherr war, der sich aktiv um den heutigen Fürst-Pückler-Park landschaftskünstlerisch kümmerte, wofür er Eduard Petzold zum Parkdirektor berief. Das Schloss Muskau ließ er von 1863 bis 1866 im Neorenaissancestil umbauen. Sein Wohnsitz in Berlin war das von seinem Vater ererbte Niederländische Palais Unter den Linden.
Er war Ehrenkommendator des für den evangelischen Adel und das Haus Hohenzollern traditionsreichen Johanniterordens.
Prinz Friedrich starb am 8. September 1881. Die Nachfolge in der Standesherrschaft Muskau trat seine jüngere Tochter Marie Fürstin zu Wied an, die auch den Sommersitz ihrer Mutter, Schloss Schildau, geerbt hatte. Sie erbte außerdem das Huize De Paauw; Marie verkaufte nach und nach alle diese Besitzungen. Ihre ältere Tochter, Königin Luise von Schweden, war bereits 1871 gestorben, die Enkelin Louise von Schweden erbte jedoch das Berliner Palais.

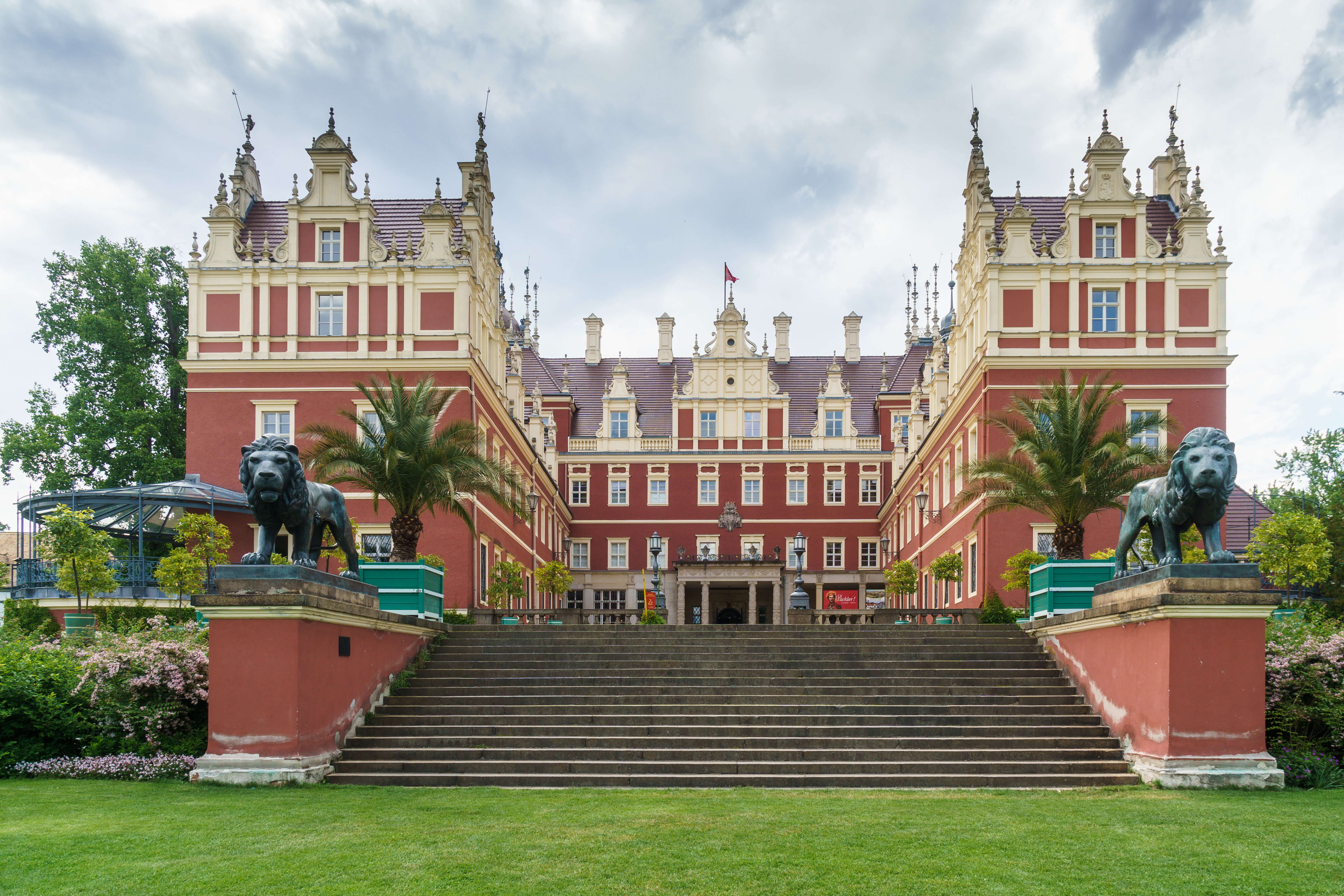
Schloss Muskau
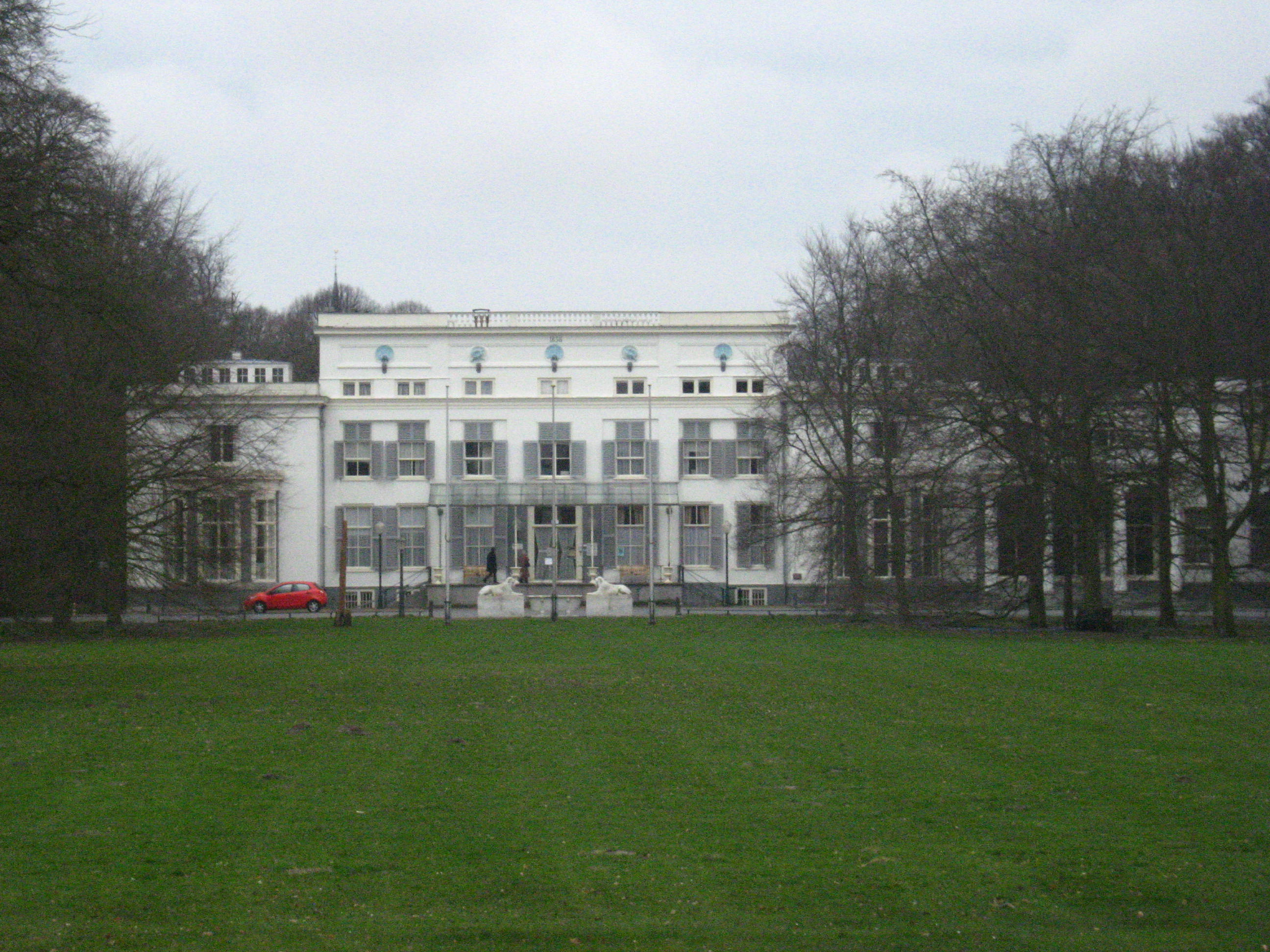
Huize De Paauw in Wassenaar

## Nachkommen
Friedrich war seit 1825 mit seiner Cousine, der Prinzessin Luise von Preußen (1808–1870), Tochter des Königs Friedrich Wilhelm III., verheiratet.
- Wilhelmine Friederike Alexandrine Anna Luise (1828–1871) ⚭ König Karl XV. von Schweden
- Wilhelm Friedrich Nikolaus Karl (1833–1834)
- Wilhelm Friedrich Nikolaus Albert (1836–1846)
- Wilhelmine Friederike Alexandrine Anna Luise Marie (1841–1910) ⚭ Wilhelm Fürst zu Wied